# Weißenberg
{{ficha de entidad subnacional|mapa_loc=Sajonia|tipo_superior_1= [[Estado federado (Alemania)|Estado]]|superior_1 = Sajonia
|tipo_superior_2= Distrito|nombre oficial=Weißenberg|nombre original=Wóspork |país=Alemania|pie_mapa=Ubicación en el distrito
|superior_2=Bautzen|unidad=Municipio|pie_mapa_loc=Ubicación en el estado de Sajonia
|imagen=Rathaus_Wei%C3%9Fenberg.jpg|pie_de_imagen=Ayuntamiento de Weißenberg
}}
Weißenberg (en sorabo Wóspork) es un municipio situado en el distrito de Bautzen, en el estado federado de Sajonia (Alemania), a una altitud de 200 metros. Su población a finales de 2016 era de unos 3000 habs. y su densidad poblacional, 60 hab/km².